# KV44
Ngôi mộ KV44 là một trong số 65 ngôi mộ ở Thung lũng của các vị Vua. Nó đã phát hiện ra và khai quật bởi Howard Carter năm 1901, và được kiểm tra lại trong những năm 1990 bởi Donald P. Ryan. Nó bao gồm một buồng duy nhất kết nối bởi một trục. Khi phát hiện ngôi mộ đã bị chặn và bên trong đã phát hiện ra ba xác ướp trong quan tài bằng gỗ thuộc về Tentkerer, một phụ nữ của nhà của Osorkon Me, Heiufaa, và một tên ca sĩ của Amun.

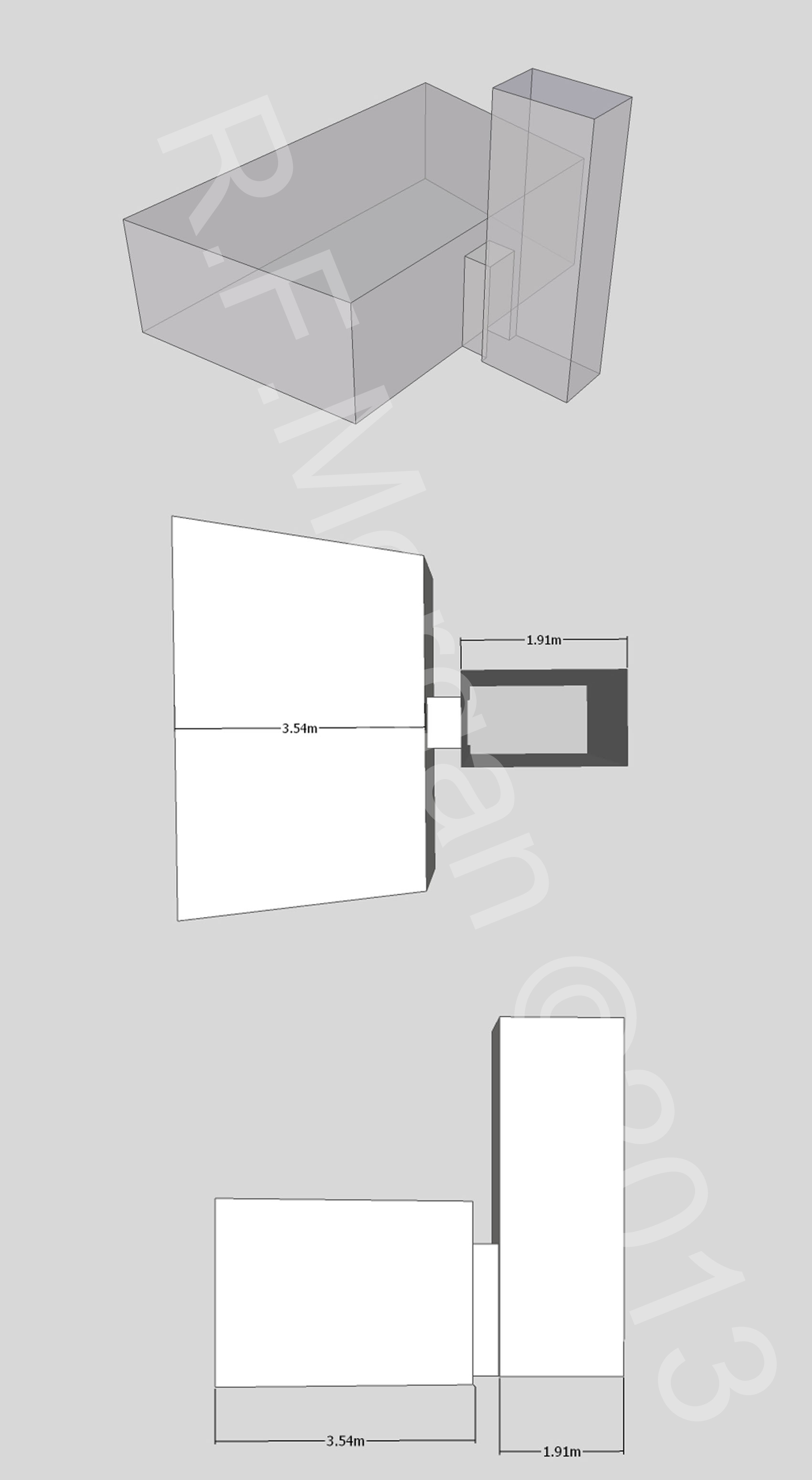
Hình ảnh của KV44 lấy từ một mô hình 3d

## Bản đồ vị trí các ngôi mộ
|  | Chủ đề Ai Cập cổ đại |